# プルグンアンマ

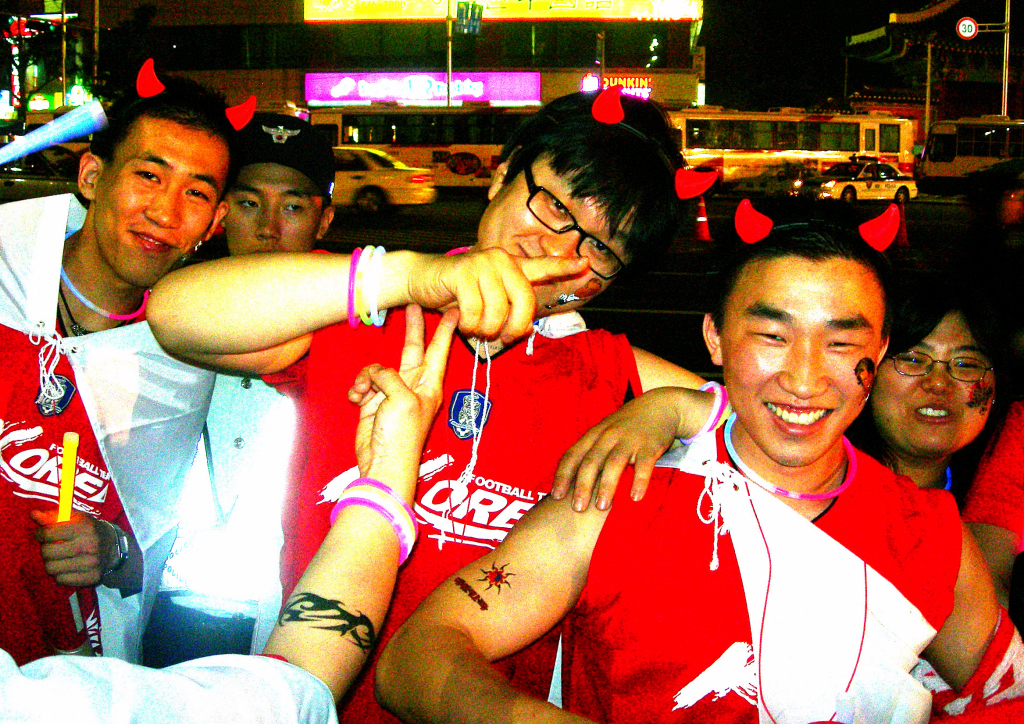
プルグンアンマ

プルグンアンマ (朝鮮語: 붉은 악마) はサッカー韓国代表の公式サポーター集団の名称である。現在はサッカー韓国代表の愛称としても用いられている。

## 起源
サポーター集団は1995年12月に「大韓国サポータークラブ」として設立された。現在の名称である「プルグンアンマ」は1983年に開催された1983 FIFAワールドユース選手権において4位に入った韓国代表に対し、韓国代表のユニフォームが赤であったことから、国際メディアが韓国代表とそのサポーターに対して「赤の激情 (Red Furies)」という名で呼んだところ、これが韓国で翻訳されて「プルグンアンマ (Red devils, 赤い悪魔)」となったことに由来する。プルグンアンマは1997年にサポーター集団の公式名称として認定された。

## トレードマーク

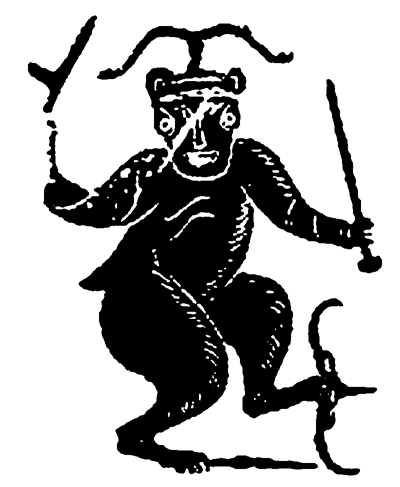
蚩尤

プルグンアンマのマスコットは蚩尤天王 (朝鮮語: 치우천왕, 朝鮮漢字: 蚩尤天王)である。蚩尤は古代中国と朝鮮の歴史に出てくる伝説上の神で、韓国の民話では蚩尤はトッケビの話の一部として登場する。蚩尤天王は勝利と加護の象徴として知られており、トッケビのようなトレードマークはこれにあやかって定められたものである。

## 会員
会員資格は韓国代表を支援する者全てに与えられるが、韓国代表の試合中に赤い服を着て応援するもののみがプルグンアンマと認められる。公式サイトではプルグンアンマの多くの活動や活動呼びかけが行われている。本部はソウルにあるが、韓国の主要都市の多くにプルグンアンマの支部がある。

## 応援
プルグンアンマの主な活動は代表チームの応援である。プルグンアンマの応援は組織的で激情を前面に出す点が特徴的であり、プルグンアンマは代表チームの12番目の選手と呼ばれている。
最も一般的な応援の仕方は「대~한민국!(大~韓民國!)」(テーハミング、大韓民国を意味する) と叫んだ後5回連続で手を叩く方式である。手拍子は通常韓国の太鼓であるプクもしくはチアスティックを叩く音に合わせて行われる。サポーターは韓国の伝統音楽であるアリランも歌うことが多く、自国開催のFIFAワールドカップに向けて多くの歌が作成された。
応援はスタジアムや映画館などで行われ、また巨大スクリーンがある公共広場などの前でも応援が行われる。ホームゲームにおいては、プルグンアンマは通常スタジアム北側のゴール裏に陣取る。熱心なメンバーはアウェーの試合においても仲間を募り応援に出かける。
サポーターは韓国代表と同じ赤い服を着る。悪魔の角の模造品などの装飾品をつけて応援するスタイルも人気がある。

### 反日問題
2013年7月28日の東アジアカップ男子日韓戦で試合前、安重根の肖像画や「歴史を忘れた民族に未来はない」と書かれた巨大な横断幕を掲げ、論争となった。